# Asia Cup 2010
Der Asia Cup 2010 war die 10. Ausgabe des Cricketwettbewerbes für asiatische Nationalmannschaften der im ODI-Format ausgetragen wird. Im Finale konnte sich Indien gegen Sri Lanka mit 81 Runs durchsetzen.

## Teilnehmer
Die Teilnehmer waren Gastgeber Sri Lanka, die restlichen drei Nationen mit Teststatus.
| - Bangladesch - Indien - Pakistan - Sri Lanka |

## Format
In einer Gruppenphase spielte jedes Team gegen jedes andere. Der Sieger eines Spiels bekam 4 Punkte, für ein Unentschieden oder No Result gibt es 2 Punkte. Wenn die Run Rate der Siegermannschaft das 1.25-fache der unterlegenen Mannschaft überschritt, bekam sie einen Bonuspunkt. Die beiden Gruppenersten spielen im Anschluss im Finale den Turniersieger aus.

## Stadien
Das folgende Stadion wurde für das Turnier vorgesehen.
| Stadion  | Stadt                                  | Kapazität |
| -------- | -------------------------------------- | --------- |
| Dambulla | Rangiri Dambulla International Stadium | 16.800    |

## Vorrunde
Tabelle
|             | Sp. | S | N | R | BP | Punkte | NRR    |
| ----------- | --- | - | - | - | -- | ------ | ------ |
| Sri Lanka   | 3   | 3 | 0 | 0 | 2  | 14     | +1.424 |
| Indien      | 3   | 2 | 1 | 0 | 1  | 9      | +0.275 |
| Pakistan    | 3   | 1 | 2 | 0 | 1  | 5      | +0.788 |
| Bangladesch | 3   | 0 | 3 | 0 | 0  | 0      | −2.627 |

Spiele
| 15. Juni Scorecard | Dambulla | Sri Lanka 242-9 (50)          | – | Pakistan 226 (47) |
|                    |          | Sri Lanka gewinnt mit 16 Runs |   |                   |

| 16. Juni Scorecard | Dambulla | Bangladesch 167 (34.5)       | – | Indien 168-4 (30.4) |
|                    |          | Indien gewinnt mit 6 Wickets |   |                     |

| 18. Juni Scorecard | Dambulla | Sri Lanka 312-4 (50)           | – | Bangladesch 186 (40.2) |
|                    |          | Sri Lanka gewinnt mit 126 Runs |   |                        |

| 19. Juni Scorecard | Dambulla | Pakistan 267 (49.3)          | – | Indien 271-7 (49.5) |
|                    |          | Indien gewinnt mit 3 Wickets |   |                     |

| 21. Juni Scorecard | Dambulla | Pakistan 385-7 (50)           | – | Bangladesch 246-5 (50) |
|                    |          | Pakistan gewinnt mit 139 Runs |   |                        |

| 22. Juni Scorecard | Dambulla | Indien 209 (42.3)               | – | Sri Lanka 211-3 (37.3) |
|                    |          | Sri Lanka gewinnt mit 7 Wickets |   |                        |

## Finale
| 24. Juni Scorecard | Dambulla | Indien 268-6 (50)          | – | Sri Lanka 187 (44.4) |
|                    |          | Indien gewinnt mit 81 Runs |   |                      |